# Комунальна установа
Комунальна установа (КУ) — некомерційна організація, яка фінансується з місцевого бюджету, виконує той чи інший ряд безоплатних, чи доступних громадських послуг й якій надано комунальну власність на основі права оперативного управління. При цьому дані структури повністю підпорядковуються місцевій адміністрації / раді, а контролювальні повноваження над цією установою надано профільному управлінню чи департаменту розпорядника активів і майна.

## Фінансові та майнові питання
Комунальні установи самостійно розпоряджаються коштами, які виділено на їхнє фінансування з місцевого бюджету (міський, обласний) та доходами, отриманими ними від власної діяльності в порядку встановленому установчими актами та закодавством України.
При цьому рахунки КУ відкриваються й обслуговуються виключно в місцевому відділенні держказначейства. Комунальна установа, яка володіє комунальною власністю на основі права оперативного управління, несе відповідальність за своїми зобов'язаннями лише коштами, що є в її розпорядженні.

## Керівництво комунальної установи
Відповідно до статусу й утворювача комунальної установи, керівну посаду (директор, головний спеціаліст…) в її штаті, посадові обов'язки та повноваження затверджується в статуті цієї установи рішенням відповідної міської/обласної ради. З цими керівниками складаються трудові контракти терміном до 5 років з правом подовження. При цьому керівництво комунальної установи несе відповідальність за добросовісне здійснення своїх функцій в інтересах територіальної громади згідно із законодавством України.
Істотними умовами договору/контракту є:
- предмет договору (склад і вартість комунальних корпоративних прав);
- термін дії договору;
- права й обов'язки сторін;
- відповідальність сторін;
- санкції за невиконання або неналежне виконання зобов'язань;
- розмір і порядок виплати винагороди уповноваженій особі;
- наслідки припинення частково виконаного договору;
- порядок продовження договору після закінчення терміну його дії.

На вимогу однієї зі сторін договір доручення може бути розірвано в разі невиконання іншою стороною зобов'язань, передбачених цим договором, а також припинено з інших підстав припинення договорів, передбачених  Цивільним кодексом України.

## Типи комунальних установ
Комунальні установи створюються місцевою та/чи регіональною владою для обслуговування тих чи інших потреб громади.
Розрізняються КУ за наступними типами:
- парк,
- центр (молоді, патріотичного виховання, методичний…),
- будинок / палац культури,